# Pistolet AMT AM440
AM440 – amerykański pistolet samopowtarzalny produkowany przez firmę Galena Industries pod marką AMT. AM440 jest bronią przeznaczoną do polowań na drobną zwierzynę i strzelania sylwetkowego, z powodu bardzo dużych rozmiarów pistolet nie nadaje się jako broń przeznaczona do samoobrony.  Przy silnym naboju pistolet ten ma stosunkowo mały odrzut i podrzut dzięki kompensatorowi mającemu postać wycięć w górnej, przedniej części lufy.

## Opis
AMT AM440 jest bronią samopowtarzalną. Zasada działania oparta na krótkim odrzucie lufy. Zamek ryglowany przez przekoszenie lufy.  Połączenie lufy z zamkiem w położeniu zaryglowanym zapewnia występ ryglowy wchodzący w wyżłobienie w zamku. Odryglowanie zapewnia występ odryglowujący lufy.
Mechanizm spustowy bez samonapinania z kurkowym  mechanizmem uderzeniowym. Skrzydełka bezpiecznika znajdują się po obu stronach zamka.
AutoMagIV jest zasilany z wymiennego, jednorzędowego magazynka pudełkowego o pojemności 7 naboi umieszczonego w chwycie. Zatrzask magazynka po lewej stronie chwytu.
Lufa gwintowana.
Przyrządy celownicze regulowane (muszka i szczerbinka).